# Trybunał inkwizycji w Bergamo
Trybunał inkwizycji w Bergamo – sąd inkwizycyjny, mający swą siedzibę w Bergamo, w Republice Weneckiej. Był kierowany przez dominikanów i od połowy XVI wieku należał do struktur inkwizycji rzymskiej. Istniał jako samodzielny trybunał od 1498 do 1797 roku.

## Historia
Historia inkwizycji w Bergamo sięga samych początków tej instytucji. Pierwszy znany inkwizytor Lombardii, dominikanin Alberico, działał właśnie w tym mieście (1232). Po roku 1252 Bergamo znalazło się w granicach prowincji inkwizytorskiej Lombardii i Marchii Genueńskiej, w której nominacji dokonywać miał miejscowy prowincjał zakonu dominikanów. W 1267 Bergamo przyjęło statuty antyheretyckie, do czego przyczynili się dominikanie: Daniele da Giussano, Aldobrandino da Reggio oraz Enrico da Cagli. Na początku XIV wieku utworzony został wspólny okręg inkwizytorski dla Bergamo i Brescii, które dotąd podlegały inkwizytorom z mediolańskiego konwentu S. Eustorgio. W 1305 inkwizytorem Bergamo i Brescii został dominikanin Valentino da Solere, który w 1308 brał udział w przesłuchaniach templariuszy.
W XV wieku konwenty dominikańskie w Brescii i Bergamo stały się ośrodkami ruchu obserwanckiego w zakonie dominikańskim. W 1459 weszły w skład utworzonej wówczas Kongregacji Lombardzkiej, autonomicznej struktury w zakonie, niezależnej od władzy prowincjała. Wikariusz generalny Kongregacji Lombardzkiej przejął z rąk prowincjała Lombardii Górnej prawo mianowania inkwizytorów Brescii i Bergamo. W tym samym stulecia oba ośrodki znalazły się w granicach Republiki Weneckiej.
W lipcu 1498 generał zakonu dominikanów Gioacchino Torriani rozdzielił okręg Brescii i Bergamo na dwa samodzielne trybunały. Pierwszym inkwizytorem trybunału w Bergamo był prawdopodobnie Domenico di Frassino da Lodi, aczkolwiek jako pierwszy w źródłach tytułowany jest w ten sposób Cristoforo Alzani da Bergamo, mianowany 18 września 1498. W 1512 Bergamo zostało ponownie połączone w jeden okręg wraz z Brescią oraz Cremoną, ale trwało to zapewne nie dłużej niż do 1515.
Na przełomie XV i XVI wieku inkwizytorzy Bergamo zaangażowani byli głównie w procesy o czary, wytaczane na ogół jednak nie w samym Bergamo, lecz na terenach wiejskich.
W 1542 papież Paweł III, w celu walki z reformacją oraz koordynowania działalności inkwizycji we Włoszech, powołał do życia Kongregację Rzymskiej i Powszechnej Inkwizycji (Święte Oficjum). Kongregacja wszczęła dochodzenie w sprawie wielu katolickich hierarchów podejrzanych o sprzyjanie protestantyzmowi. Jednym z głównych podejrzanych był ówczesny biskup Bergamo Vittore Soranzo. Aktywny udział w zbieraniu przeciw niemu dowodów miał lokalny inkwizytor Domenico Adelasio, który swą gorliwość w tym zakresie przypłacił ostatecznie wygnaniem przez sprzyjające Soranzo władze weneckie. W związku z dochodzeniem przeciw Soranzo dwukrotnie (w 1550 i 1551) przebywał w Bergamo w charakterze komisarza Świętego Oficjum inkwizytor Como Michele Ghislieri OP, późniejszy papież Pius V. Konsekwencją dochodzeń inkwizycyjnych wobec Vittore Soranzo było ostatecznie pozbawienie go stanowiska biskupiego w 1558. Już wcześniej nastąpiło faktyczne przejęcie zarządu diecezją przez wikariusza generalnego jako komisarza Świętego Oficjum.
Od 1548 w trybunale inkwizycyjnym w Bergamo zasiadali przedstawiciele miejscowych władz świeckich. W tej postaci trybunał ten funkcjonował aż do upadku Republiki Weneckiej w wyniku inwazji rewolucyjnej Francji i proklamowania przez rewolucjonistów Republiki Cisalpińskiej (1797). Nie zachował się żaden dokument formalnie znoszący trybunał w Bergamo, jednak najprawdopodobniej do jego likwidacji doszło w lipcu 1797.

## Organizacja
Siedzibą trybunału w Bergamo był konwent dominikański S. Stefano. Na jego czele stał zawsze inkwizytor wywodzący się z prowincji lombardzkiej zakonu dominikanów. Jego jurysdykcji podlegała diecezja Bergamo. Podlegało mu 17 wikariuszy i 4 wikariuszy rejonowych.

## Archiwum
Archiwum inkwizycji w Bergamo w przeważającej mierze zaginęło podczas rewolucji w 1797. Do czasów współczesnych zachowały się zaledwie dwa tomy dokumentacji procesowej, przechowywane w archiwum diecezjalnym w Bergamo, oraz korespondencja z Kongregacją Świętego Oficjum, przechowywana w watykańskim archiwum tej instytucji.

## Inkwizytorzy Bergamo (1498–1797)
Katalogi inkwizytorów Bergamo zostały ułożone najpierw w 1666 przez dominikanina Vincenzo Marię Fontanę, a potem w latach 20. XVIII wieku przez innych dominikańskich historyków: Ermenegildo Todeschiniego (1723) i Domenico Francesco Muzio (1729), jednak później nie było już żadnych aktualizacji. Z tego względu, dla ostatnich kilkudziesięciu lat działalności inkwizycji w Bergamo nie jest możliwe precyzyjne ustalenie dat urzędowania poszczególnych inkwizytorów:
- ?Domenico di Frassino da Lodi OP (1498)[11]
- Cristoforo Alzani da Bergamo OP (1498–1499)[11]
- Giovanni dell'Olmo OP (1499)[11]
- Agostino Maggio da Pavia OP (1499–1506)[11]
- Antonio Natta da Casale OP (1506–1508)[11]
- Giovanni Battista Gratarola da Bergamo OP (1508–1512)[11]
- Giorgio Cacatossici da Casale OP (1512–1520)[11][12], także inkwizytor Brescii (do 1515)[11]
- Antonio Passerini da Bergamo OP (1520–1523)[11]
- Giovanni Ceresoli da Bergamo OP (1523–1530)[11]
- Damiano da Bergamo OP (1530–1535)[12]
- Giovanni dei Consoli OP (1535–1536)[12]
- Domenico Adelasio OP (1536–1554)[13]
- Domenico Mangili de Caprino OP (1555–1556)[13]
- Ludovico da Lovere OP (1556–1564)[13]
- Paolo Oberti da Serina OP (1564–1565)[14]
- Agostino Terzio da Bergamo OP (1565–1568)[13]
- Aurelio Odasio da Martinengo OP (1568–1575)[13]
- Angelo Avvocati da Brescia OP (1575–1580)[13]
- Nicola Gionchi da Bertinoro OP (1580–1584)[13]
- Sante Ripa da Genova OP (1584–1586)[13][15]
- Domenico Villa da Lodi OP (1586–1591)[13]
- Vincenzo Fantuzzi OP (1591–1595)[13]
- Pio da Lugo OP (1596–1606)[13]
- Michele de Natali da Finale OP (1607–1609)[13]
- Silvestro Ugolotti da Castiglione OP (1610–1616)[13]
- Benedetto Rota da Mantova OP (1616–1617)[13]
- Arcangelo Calbetti OP (1617–1619)[13]
- Agostino Petretti da Reggio OP (1620–1624)[13]
- Girolamo Zuppeti da Quinzano OP (1624–1625)[13]
- Paolo da Ferrara OP (1626–1627)[13]
- Benedetto de Oriano da Brescia OP (1627–1628)[13]
- Isidoro da Fignano OP (1629–1633)[13]
- Giovanni Battista Raimondi da Gavardo OP (1633–1647)[13]
- Giovanni Ludovico Bona da Venezia OP (1647–1651)[13]
- Vincenzo Maria Rivali da Bologna OP (1652–1661)[13]
- Serafino Bonarelli da Mantova OP (1662–1663)[13]
- Sisto Cerchi da Bologna OP (1663–1665)[13]
- Vincenzo Serafini da Monte San Vito OP (1665–1666)[13]
- Angelo Giuliani da Cesena OP (1667–1670)
- Ippolito Maria Martinelli OP (1671–1672)
- Giovanni Domenico Bertacci da Cingoli OP (1672–1679)
- Giovanni Carlo Falconi da Fermo OP (1679–1680)
- Paolo Girolamo Moretti da Forlì OP (1680–1682)
- Ludovico Agostino Castelli da Milano OP (1682–1684)
- Giuseppe Maria Grizio da Jesi OP (1684–1693)
- Giovanni Battista Pichi da Ancona OP (1694–1696)
- Giovanni Domenico Acursi da Ferrara OP (1696–1701)
- Vincenzo Gentili da Macerata OP (1701–1704)
- Tommaso Canossa da Reggio OP (1705–1714)
- Consalvo Pio Corradi OP (1714–1719)
- Tommaso Maria de Angelis da Jesi OP (1719–1724)
- Pio Enrico Martinengo da Brescia OP (1724–1743)
- Andrea Bonfabio da Brescia OP (1743–1755)[16][17]
- Angelo Tommaso Gattelli d'Argenta OP (1755–1759)
- Vincenzo Maria Panciera OP (1759–1762)[18]
- Girolamo Taffelli OP (1762–1765)[19]
- Angelo Maria Sansogni OP (w 1773)[20]
- Carlo Domenico Bandieri OP (1778–1782)[21][22]
- Serafino Bonaldi OP (1782–1787)[23]
- Girolamo Alberico Rosciati OP (od 1787)[24][25][26]